# Partaloa
Partaloa ist eine spanische Gemeinde in der Comarca Valle del Almanzora der Provinz Almería in der Autonomen Gemeinschaft Andalusien. Die Bevölkerung von Partaloa bestand im Jahr 2024 aus 875 Einwohnern. 

## Geografie
Die Gemeinde grenzt an Albox, Cantoria, Fines und Oria. Sie liegt im Landesinneren der Provinz Almería, an den Ausläufern der Sierra de las Estancias.

## Geschichte
Historisch trug der Ort die Namen Carsaloba, Cartaloba, Cantalobo, Paralobra und in der Bulle aus dem Jahre 1505 taucht der Name Partaloba auf, der sich bis Ende des 18. Jahrhunderts hält. Seit dem 19. Jahrhundert trägt der Ort seinen heutigen Namen.